# Gonomyia hirsutistyla
Gonomyia hirsutistyla är en tvåvingeart som beskrevs av Alexander 1963. Gonomyia hirsutistyla ingår i släktet Gonomyia och familjen småharkrankar. Inga underarter finns listade i Catalogue of Life.